# Bosarpasjön

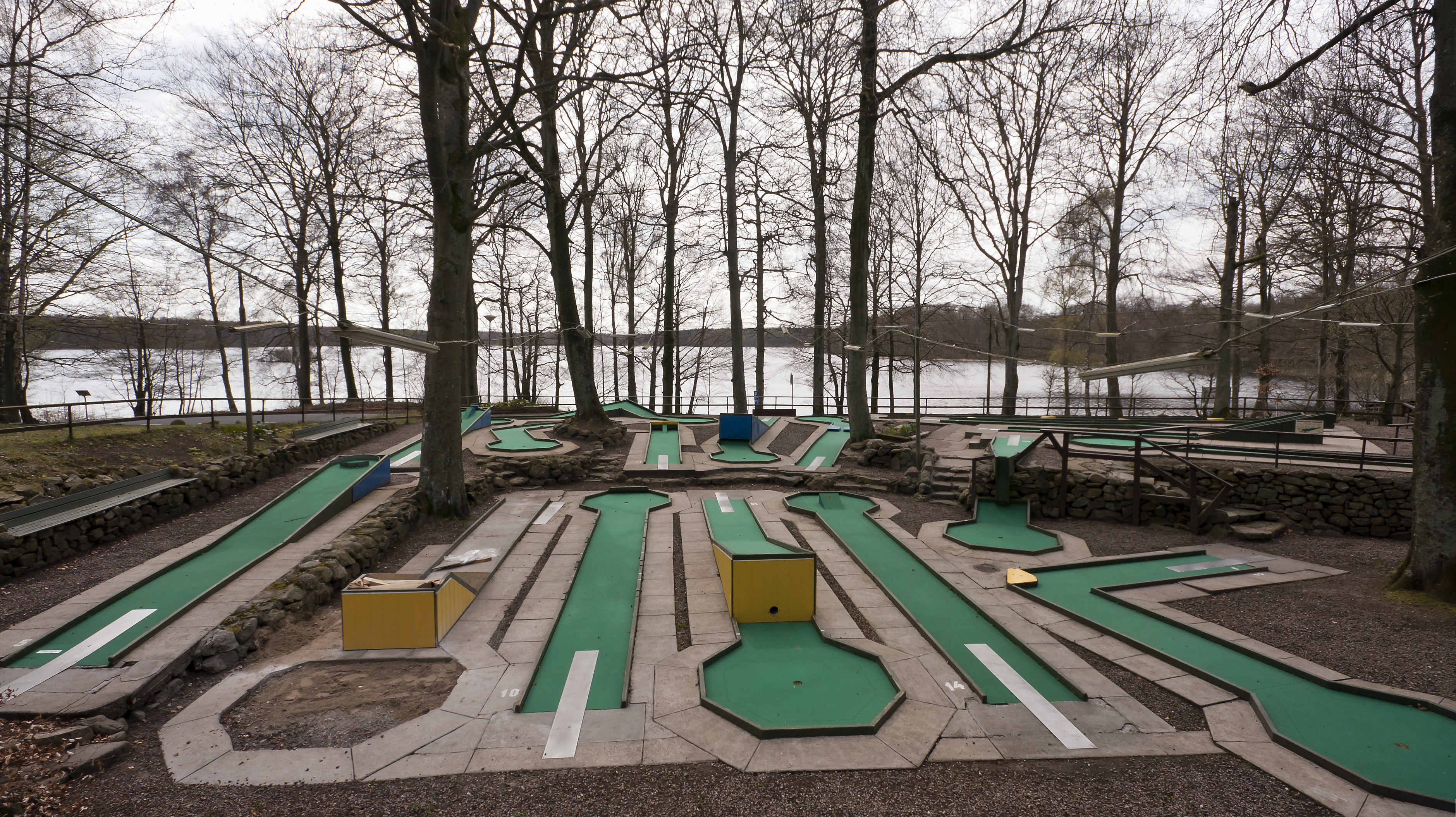
Minigolfbanan med sjön i bakgrunden.

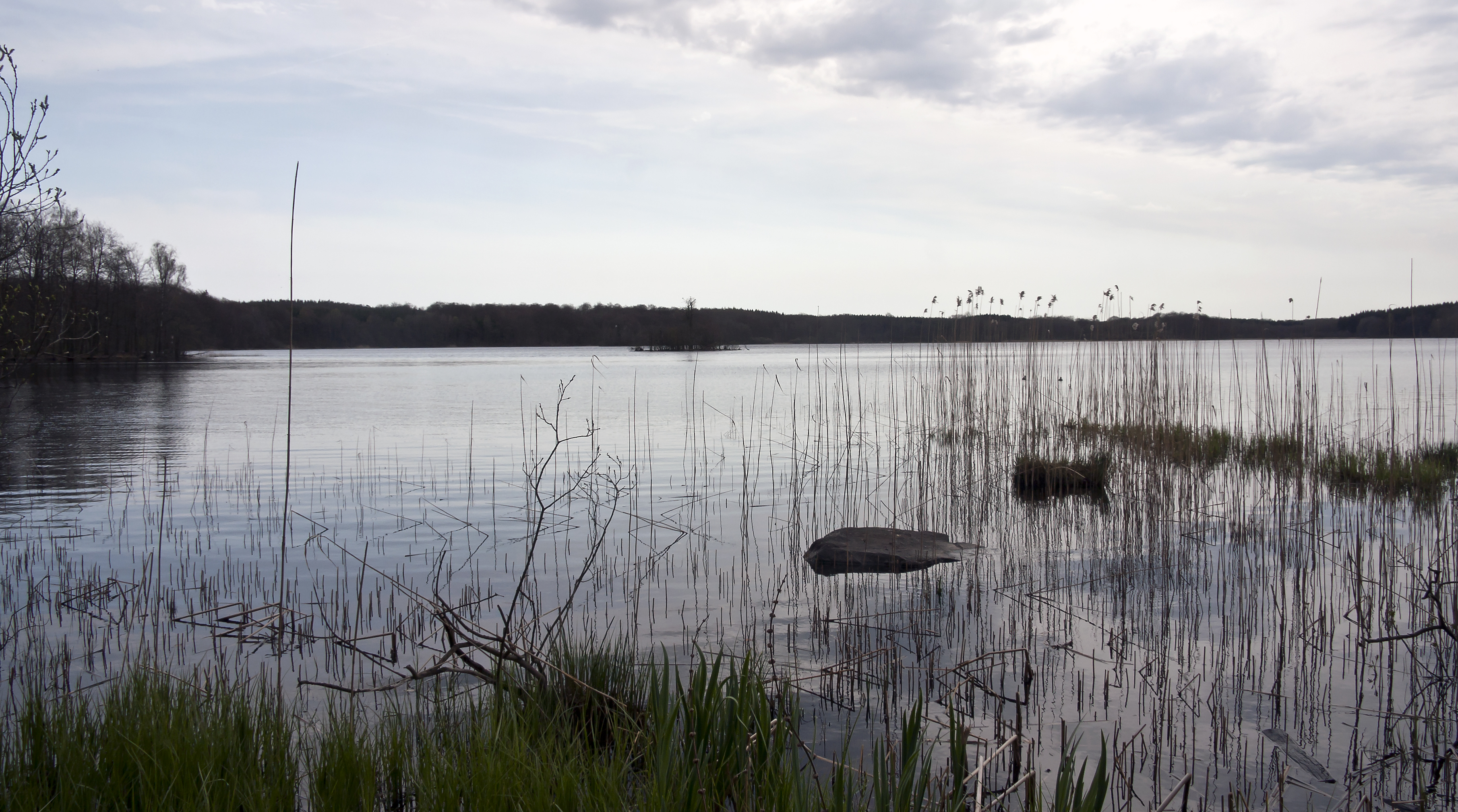
Sjön sedd från norr.

Bosarpasjön eller Bosarpssjön är en källsjö en knapp mil sydost om Sösdala i Hässleholms kommun i Skåne och ingår i Helge ås huvudavrinningsområde. Sjön har en area på 0,741 kvadratkilometer och ligger 116,2 meter över havet. Vid provfiske har bland annat abborre, braxen, gers och gädda fångats i sjön.
Sjön ingår i Vramsåns och därmed även Helge ås avrinningsområde och har ett eget avrinningsområde på 13,2 km². Sjön har räknats till de renaste i Skåne och en limnologisk undersökning från 2011 visade att sjöns vatten helt utan rening i de flesta avseenden klarar gällande gränsvärden för dricksvatten.

## Djurbestånd
Sjöns artbestånd av fisk domineras enligt provfiske 2011 av braxen och mört. Beståndet består därtill av abborre, fjällkarp, spegelkarp, gädda, gärs, gös, sarv, sutare och ål. Sjön är omtalad för karpfisket. Jämförelser mellan provfiske utfört 1988 och 2011 bekräftade en misstänkt minskning i fiskbeståndet som lett till ett stopp för försäljning av fiskekort från 2010.
Bland fågelarterna som vistas vid sjön finns skäggdopping, knipa, fisktärna, gräsand, sädgås och grågås. Omgivningarnas fauna inkluderar hjortdjur, vildsvin, grävling, mård, räv och snok.

## Vattenkvalitet
Sjöns vatten är brunfärgat med ett medelfärgtal på 70 mg Pt/l, med toppar upp till 88 mg Pt/l, vilket gör att sjöns vatten klassas som betydligt färgat. Dessa höga värden ger, tillsammans med förekomsten av mikroalger, ett lågt siktdjup. Vattnet har förhöjda nivåer av järn, mangan, aluminium, fosfor och kväve, men håller trots allt en med skånska mått mätt bra kvalitet.

## Aktiva ingrepp för att påverka sjön
Dokument från Lantmäterikontoret i Kristianstad visar att sjöns utlopp vid ett tillfälle flyttats i västlig riktning, vilket skall ha orsakat en sänkning av vattennivån. 1956 kalkades sjön och i mitten av 1960-talet inplanterades regnbågsöring.

## Fritidsmiljö
Området kring sjön betraktas av länsstyrelsen i Skåne län som en "särskilt värdefull kulturmiljö", vilket motiveras med dess betydelse som fritidsmiljö sedan mitten av 1900-talet, med flera välbevarade byggnader. Bland annat finns vid sjöns norra ände en minigolfbana som startades av Sjövikens IF 1954. Söder om sjön ligger Bosarps sommarby med närmare 50 bebyggda tomter.

## Delavrinningsområde
Bosarpasjön ingår i delavrinningsområde (620519-137242) som SMHI kallar för Mynnar i Vramsån. Medelhöjden är 139 meter över havet och ytan är 19,39 kvadratkilometer. Det finns inga avrinningsområden uppströms utan avrinningsområdet är högsta punkten. Vattendraget som avvattnar avrinningsområdet har biflödesordning 3, vilket innebär att vattnet flödar genom totalt 3 vattendrag innan det når havet efter 51 kilometer. Avrinningsområdet består mestadels av skog (48 %), öppen mark (14 %) och jordbruk (29 %). Avrinningsområdet har 1,23 kvadratkilometer vattenytor vilket ger det en sjöprocent på 1,5 %.

## Fisk
Vid provfiske har följande fisk fångats i sjön:
- Abborre
- Braxen
- Gärs
- Gädda
- Gös
- Mört
- Sutare

## Hurvamorden
Det var i Bosarpasjön som fjärdingsmannen och massmördaren Tore Hedin, känd för Hurvamorden, begick självmord genom att dränka sig själv.